# Franciszek Sadurski
Franciszek Sadurski, ps. „Turoń”, „Krystyn”, „Walicki” (ur. 25 września 1911 w Końskowoli, zm. 30 kwietnia 2000 w Warszawie) – polski prawnik, żołnierz Batalionów Chłopskich, członek komendy obwodu Puławy Okręgu Lublin tej organizacji, major, poseł ZSL na Sejm PRL IV, V, VII i VIII kadencji (w latach 1965–1972 i 1976–1985).

## Życiorys
Urodził się jako syn Jakuba i Marii. Kształcił się w Państwowym Gimnazjum im. Adama Jerzego ks. Czartoryskiego w Puławach. W 1938 ukończył studia prawnicze na Katolickim Uniwersytecie Lubelskim, po czym rozpoczął aplikację sądową i adwokacką. W okresie młodzieżowym działał w Związku Młodzieży Polskiej „Pet” i „Zet”, a także Centralnego Związku Młodej Wsi „Siew”. Na studiach był prezesem Związku Młodzieży Demokratycznej. Stał na czele struktur powiatowych ZMW „Siew” w Lublinie. Kierował również Powiatowym Urzędem Rozjemczym. Brał udział w kampanii wrześniowej, lecz uniknął niemieckiej niewoli. Jeszcze w 1939 zaangażował się w działalność niepodległościową. Współtworzył Chłopską Organizację Wolności „Racławice”. W latach 1940–1941 był żołnierzem Związku Walki Zbrojnej. W połowie 1940 wstąpił także do Batalionów Chłopskich. Od 1941 do 1944 był komendantem obwodu BCh na powiat lubelski. W 1944 został członkiem komendy obwodu Puławy Okręgu Lublin. Brał udział w licznych akcjach zbrojnych, m.in. w akcji na pociąg amunicyjny pod Gołębiem, walkach o wieś Barłogi i starciach z wycofującymi się Niemcami w Kurowie. Był redaktorem naczelnym podziemnej gazetki „Orle Ciosy”. W 1944 wstąpił do Związku Młodzieży Polskiej RP „Wici” i w sierpniu tegoż roku został w nim wiceprezesem Zarządu Głównego, którym był do maja 1945. Od maja do grudnia 1945 przewodniczył Komisji Rewizyjnej związku.
Po II wojnie światowej uzyskał dyplom Katolickiego Uniwersytetu Lubelskiego (1945), odbył także aplikację sędziowską i adwokacką. W 1945 został członkiem Zrzeszenia Prawników Polskich. Kierował biurami oddziałów Naczelnej Dyrekcji Lasów Państwowych (od 1944 do 1945 lubelskiego, a w 1945 łódzkiego). Od lipca 1945 do kwietnia 1946 pełnił funkcję dyrektora departamentu w Ministerstwie Leśnictwa. Od maja 1946 był wicedyrektorem, a od października tego samego roku do marca 1951 dyrektorem Biura Prawnego w tym resorcie. Od marca 1951 do marca 1957 pełnił funkcję sekretarza, a od października 1959 do czerwca 1969 był prezesem Naczelnej Rady Adwokackiej. Od 1954 do 1983 praktykował jako adwokat w zespołach warszawskich nr 23, 25 i 4. W kwietniu 1956 zasiadł w Komitecie Redakcyjnym „Palestry”. Od maja 1964 do czerwca 1969 był przewodniczącym Wyższej Komisji Dyscyplinarnej przy NRA.
Należał do Polskiego Stronnictwa Ludowego. W czerwcu 1946 przeszedł do PSL „Nowe Wyzwolenie”, a stamtąd w lutym 1947 do SL. W listopadzie 1949 przystąpił z nim do Zjednoczonego Stronnictwa Ludowego, z którego został wykluczony w 1950 na fali walki z „obcością ideologiczną” – członkostwo przywrócono po przemianach październikowych. W latach 1957–1959 z poręczenia ludowców wykonywał funkcję podsekretarza stanu w Ministerstwie Sprawiedliwości. Po odejściu z resortu – ze względu na liberalne podejście do polityki karnej – powrócił do wykonywania funkcji w samorządzie adwokackim. Od listopada 1959 do czerwca 1978 był przewodniczącym Głównego Sądu Partyjnego ZSL, członkiem tego gremium pozostał do marca 1984.

Przez szereg kadencji wykonywał mandat posła na Sejm PRL z rekomendacji ZSL. W IV kadencji zasiadał w Komisjach Mandatowo-Regulaminowej i Wymiaru Sprawiedliwości, zaś w V (1969–1972) w Komisjach Mandatowo-Regulaminowej, Spraw Zagranicznych i Wymiaru Sprawiedliwości. W VII kadencji (1976–1980) był z kolei członkiem Komisji Prac Ustawodawczych oraz Spraw Wewnętrznych i Wymiaru Sprawiedliwości, a w VIII (1980–1985) Komisji Prac Ustawodawczych, Spraw Zagranicznych, Odpowiedzialności Konstytucyjnej oraz Nadzwyczajnej do rozpatrzenia projektu ustawy o Trybunale Konstytucyjnym. Przewodniczył też m.in. Komisji Rewizyjnej NRA (1983–1986). Był także pracownikiem Biura Rzecznika Praw Obywatelskich (1988–1991).

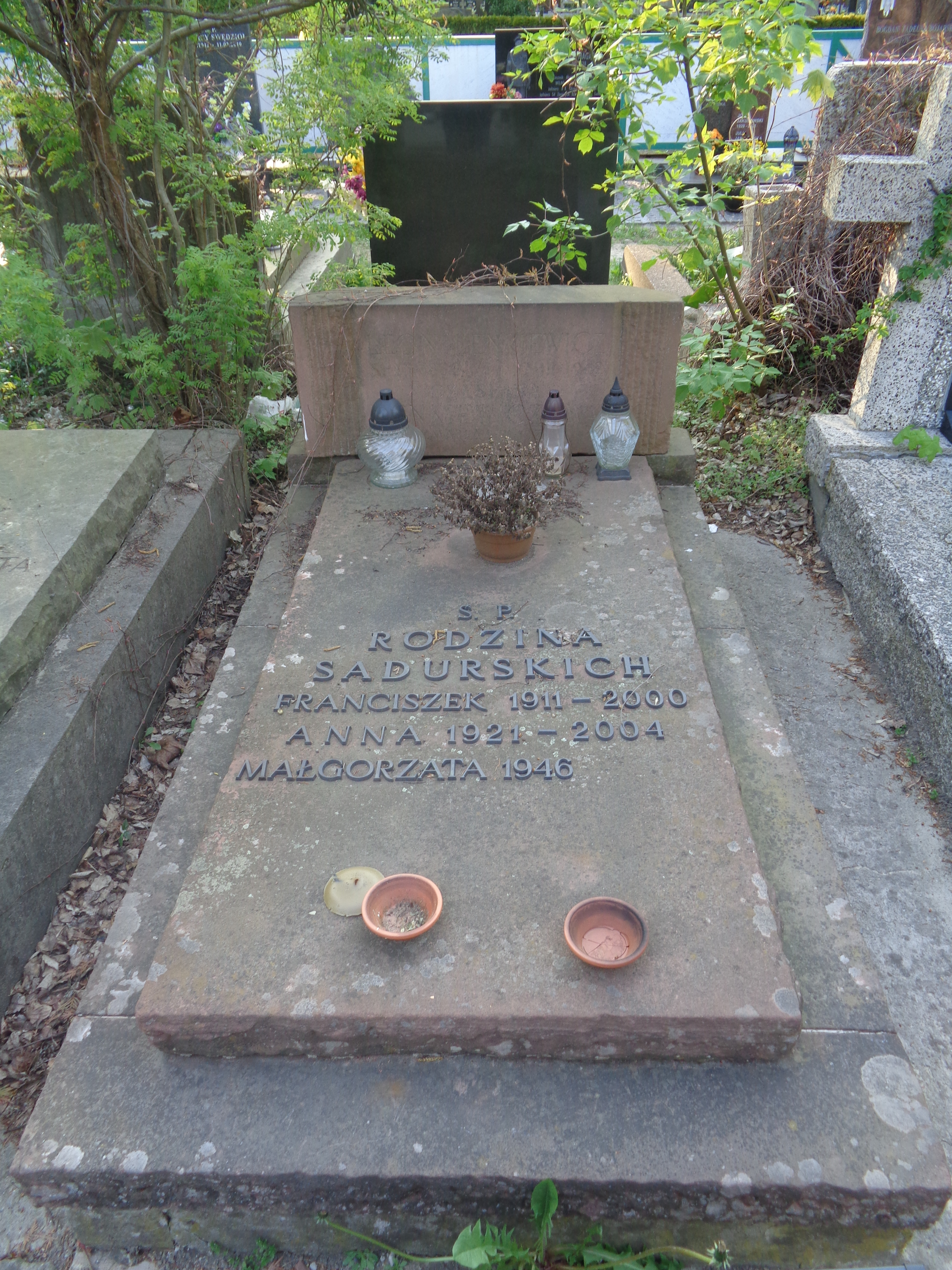
Grób Franciszka Sadurskiego na cmentarzu Wojskowym na Powązkach

Żonaty z prof. Anną Sadurską. Mieli syna Wojciecha i córki.
Zmarł w 2000, został pochowany na cmentarzu Wojskowym na Powązkach (kwatera GII dod.-2-6).

## Ordery i odznaczenia
- Order Sztandaru Pracy I klasy (1972)
- Krzyż Komandorski z Gwiazdą Orderu Odrodzenia Polski (pośmiertnie, 8 maja 2000)[10]
- Krzyż Komandorski Orderu Odrodzenia Polski
- Order Krzyża Grunwaldu III klasy
- Krzyż Oficerski Orderu Odrodzenia Polski
- Krzyż Kawalerski Orderu Odrodzenia Polski
- Złoty Krzyż Zasługi z Mieczami
- Złoty Krzyż Zasługi (13 września 1946)[11]
- Krzyż Walecznych
- Krzyż Partyzancki
- Srebrny Krzyż Zasługi (17 września 1946)[12]
- Krzyż Armii Krajowej
- Krzyż Batalionów Chłopskich
- Medal 10-lecia Polski Ludowej (12 stycznia 1955)[13]
- Medal za Długoletnie Pożycie Małżeńskie (18 grudnia 1996)[14]
- Odznaka 1000-lecia Państwa Polskiego (1966)[15]
- Medal „Za zasługi dla ruchu ludowego” (1984)[16]
- Złota Odznaka Adwokatury PRL
- Medal pamiątkowy XXX-lecia Międzynarodowego Zrzeszenia Prawników Demokratów (1977)[17]
- honorowy członek Zrzeszenia Prawników Polskich (1980)[18]